# Magdalena Chichicaspa
La Magdalena Chichicaspa (del náhuatl "en el agua amarga" o "donde hay ortigas") es una comunidad de Huixquilucan situada al norte del municipio. Limita al norte con el vecino municipio de Naucalpan de Juárez (localidad de San Francisco Chimalpa), al sur con la comunidad de San Cristóbal Texcalucan, al oeste con San José Huiloteapan y al este con una importante zona residencial del municipio: Bosque Real Country Club.

## Toponimia
La interpretación usual del nombre es "en el agua amarga" (en náhuatl chichicapan; chichik: amargo, apan: en/sobre el agua). Sin embargo esto deja sin explicar la S, lo cual se resuelve si se interpreta el nombre como tzitzicazpan, "lugar sobre el que hay ortigas" (tzitzicaztli, ortiga; -pan, en / sobre).

## Historia
La comunidad estaba habitada por indígenas otomíes, los cuales se encargarían de fundar lo que hoy es la comunidad. Durante los inicios de la Revolución Mexicana, los habitantes Isidoro Silva y Macario Gutiérrez se encargaron de reunir hombres y caballos en la comunidad para la lucha armada en contra de las Fuerzas Zapatistas comandadas por el General Emiliano Zapata.
El seis de agosto de 1921 se realizó la repartición de ejidos a las poblaciones de La Magdalena Chichicaspa, San Cristóbal Texcalucan y San Francisco Chimalpa. Quedando así el "Ejido de La Magdalena Chichicaspa", comúnmente llamado por los pobladores "Barrio Las Campanitas", debido a la flor que crece en la zona con el mismo nombre.
En la década de los 40 con la ayuda de otros habitantes abrieron una brecha que comunicaba Magdalena Chichicaspa con lo que hoy es El Molinito en el municipio de Naucalpan de Juárez, dando beneficio a la comunidad abriendo un sistema de transporte público. En la década de los años 60 gracias a gestiones realizadas por los ejidatarios del lugar inició la construcción de la carretera Huixquilucan-Naucalpan, el sistema eléctrico y el sistema de agua potable, y gracias a la organización ejidal se pudo iniciar la comunicación de la localidad con otros lugares de una manera más fácil. En los años 50 se descubrió una mina de arena y grava en el paraje "Las Campanitas" que actualmente es controlada por el "Ejido de La Magdalena Chichicaspa".
El 5 de julio de 1978 se realizó la erección canónica de la Parroquia de Santa María Magdalena  y la construcción de su decorado realizado por el comité de profiestas de esos años.

## Gastronomía
Los platillos típicos de la comunidad son: barbacoa, carnitas y dulces tradicionales.

## Fiestas y tradiciones
La Magdalena Chichicaspa se caracteriza por sus grandes celebraciones. Las celebraciones acostumbradas son:
- Las fiestas patronales (celebradas el 22 de julio en honor a Santa María Magdalena y 8 de diciembre en honor a la Purísima Concepción),
- 2 de febrero,(Día de la candelaria)
- 3 de mayo,(Día de la Santa Cruz)
- 5 de julio (Aniversario de la erección canónica de la Parroquia de Santa María Magdalena)
- 2 de septiembre, (La Virgen de los Remedios)
- 2 de noviembre, (Los fieles difuntos)
- 12 de diciembre, (La virgen de Guadalupe)
- 24 de diciembre y nacimiento del niño Jesús
- 31 de diciembre. (Año nuevo)

## Población
La población estimada en el año 2010 es de 12,193 habitantes según el Instituto Nacional de Estadística y Geografía (INEGI).

## Carreteras
En la localidad está actualmente en construcción la nueva autopista de cuota Toluca-Naucalpan, esta atravesara los parajes de La Cebada, La Verdolaga, La Palma, El Hielo, La Cumbre y La Canaleja.Las Carreteras que están en actual funcionamiento son:
- Carretera Federal 134 (Naucalpan-Toluca),
- Carretera Estatal 6 (Tenango-La Marquesa),
- Carretera Municipal Huixquilucan-Naucalpan.

## Economía
En  esta comunidad hay varios sectores de la población que se dedican a muchos oficios entre ellos: cueteros, músicos, carpinteros, leñadores y albañiles. La mayor parte de la población se dedica al comercio. El Ejido de La Magdalena Chichicaspa controla una mina de arena y grava.

## Política
La población elige cada tres años a un delegado municipal que vera por los recursos de la población en el núcleo social, cultural y económico, estos funcionarios utilizan "Planillas" para elegirse además hay un presidente del Consejo de Participación Ciudadana (COPACI) que es elegido de la misma forma que el anterior por los pobladores nativos y no nativos. También existen Ejidatarios que controlan las actuales tierras ejidales que se encuentran en el paraje "Las Campanitas".    

## Parajes o barrios
La población se subdivide en barrios o parajes los cuales son los siguientes:
- Barrio La Cebada
- Barrio La Verdolaga
- Barrio Las Campanitas
- Barrio El Machero
- Barrio La Canoa
- Barrio La Piedra
- Barrio La Manzana
- Barrio La Magueyera (La Capilla)
- Barrio Las Máquinas
- Barrio El Galán
- Barrio Mango
- Barrio El Calvario
- Barrio Las Flores
- Barrio El Escobal
- Barrio El Manzano
- Barrio Tixpada
- Barrio Toxco
- Barrio Pejo
- Barrio Dogora (La Piedra)
- Barrio Barranca Honda
- Barrio Badhu (Badho)
- Barrio Yeto
- Barrio El Paraíso
- Barrio Madho
- Barrio Shido
- Barrio Ñuni
- Barrio Nvalle
- Barrio El Llorón
- Barrio El Río
- Barrio Los Alcanfores
- Barrio Erosha
- Barrio Moni
- Barrio La Cumbre
- Barrio El Hielo
- Barrio La Guadalupe
- Paraje Bodejó
- Paraje La Carabina
- Paraje La Ratonera
- Paraje La Bota
- Paraje La Palma
- Paraje La Canaleja
- Paraje Enchaqui
- Paraje Criste
- Paraje La Finca
- Paraje Bandolón
- Paraje Juní
- Paraje El Rayo

## Instituciones educativas
Las instituciones educativas en la comunidad son las siguientes:
| NOMBRE                                                                       | CLAVE      | PARAJE                | TIPO DE SERVICIO   | NIVEL          |
| ---------------------------------------------------------------------------- | ---------- | --------------------- | ------------------ | -------------- |
| Carmen Ramos del Río                                                         | 15DJN0261U | Barrio El Río         | Preescolar         | Básico         |
| Francisco Gabilondo Soler                                                    | 15DJN1169U | Barrio Badhu          | Preescolar         | Básico         |
| Rosario Castellanos                                                          | 15DJN17245 | Barrio El Hielo       | Preescolar         | Básico         |
| Piedra Larga                                                                 | 15KJN0963V | Barrio El Hielo       | Preescolar         | Básico         |
| Colonia Guadalupe El Hielo                                                   | 15KJN1013C | Barrio La Guadalupe   | Preescolar         | Básico         |
| Lic. Adolfo López Mateos                                                     | 15DPR0060N | Barrio La Canoa       | Primaria           | Básico         |
| Gral. Vicente Guerrero                                                       | 15DPR2067U | Barrio Tixpada        | Primaria           | Básico         |
| Dr. Gustavo Baz Prada                                                        | 15DPR2183K | Barrio Ñuni           | Primaria           | Básico         |
| Fray Servando Teresa de Mier                                                 | 15EPR4276M | Barrio La Cumbre      | Primaria           | Básico         |
| Gral. Emiliano Zapata                                                        | 15DPR2671A | Barrio Tixpada        | Primaria           | Básico         |
| E.S.T. 213 Lic. Benito Juárez García                                         | 15DST0218H | Barrio El Calvario    | Secundaria Técnica | Básico         |
| Ignacio Rodríguez Galván                                                     | 15DTV0159W | Barrio Barranca Honda | Telesecundaria     | Básico         |
| Colegio de Bachilleres del Estado de México Plantel Num. 09 Huixquilucan Sur | 15ECB0012Y | Barrio El Río         | Bachillerato       | Medio Superior |
| Tecnológico de Estudios Superiores de Huixquilucan                           | 15EIT0009U | Barrio El Río         | Lic. Univ. y Tec.  | Superior       |
| Unidad de Estudios Superiores Huixquilucan                                   | 15ESU0010P | Barrio El Manzano     | Lic. Univ. y Tec.  | Superior       |

Carmen Ramos del Río
Es un preescolar que se encuentra ubicado en el paraje el río y se encuentra funcionando desde la década de los 80, tiene una infraestructura de 6 aulas, y se conforma por 169 alumnos, 6 grupos y 6 profesores.
Francisco Gabilondo Soler
Es un Preescolar ubicado en el paraje Badhu. Tiene una infraestructura de 6 aulas, y está conformado por 149 alumnos, 6 profesores y 6 grupos.
Licenciado Adolfo López Mateos
Es una institución de educación primaria que se encuentra en el paraje La Canoa. Tiene una infraestructura de 12 aulas, y está conformado por 514 alumnos, 16 docentes y 16 grupos.
General Vicente Guerrero
Es una institución de educación primaria que se encuentra en el paraje Tixpada. Tiene una infraestructura de 12 aulas, y está conformado por 450 alumnos, 12 maestros y 12 grupos.
Doctor Gustavo Baz Prada
Es una institución de educación primaria que se ubica en el paraje Ñuni. Tiene una Infraestructura de 12 aulas, y está conformado por 446 alumnos, 12 profesores y 12 grupos.
General Emiliano Zapata
Es una institución de educación primaria que se ubica en el paraje tixpada. Tiene una infraestructura de 12 aulas, y se conforma por 410 alumnos, 12 docentes y 12 grupos.
Escuela Secundaria Técnica No. 213 Lic. Benito Juárez García
Es una escuela secundaria del tipo técnico que se encuentra ubicado en el paraje el calvario. Tiene una infraestructura de 11 aulas, y se conforma por 542 alumnos, 15 profesores, y 11 grupos.
Escuela Telesecundaria No. 159 Ignacio Rodriguez Galván 
Es una escuela secundaria del tipo tele-secundaria que se encuentra en el paraje barranca honda. Tiene una infraestructura de 8 aulas, y se conforma por 145 alumnos, 6 profesores y 6 grupos.
Colegio de Bachilleres del Estado de México Plantel Num. 09 Huixquilucan Sur
Es una institución de educación media superior (bachillerato) que se encuentra en el paraje Los Alcanfores. Tiene una infraestructura de 15 aulas, 3 talleres, 2 laboratorios , y se conforma por 510 alumnos, 45 profesores y 14 grupos.
Tecnológico de Estudios Superiores de Huixquilucan
Es una institución de educación superior que se encuentra en el paraje el río. Tiene una infraestructura de 26 aulas, 7 laboratorios y 1 taller y 11 especialidades, y está conformada por 1698 alumnos y 53 docentes.
Unidad de Estudios Superiores Huixquilucan
Es una institución de educación superior que se encuentra en el paraje el manzano. Tiene una infraestructura de 14 aulas, 1 laboratorio y un taller, se conforma por 481 alumnos y 32 maestros.

## Sistemas de Transporte
| Nombre                 | Propietario                                                                  | Bases | Series            |
| ---------------------- | ---------------------------------------------------------------------------- | --- | ----------------- |
| Ruta 04                | Asociación de propietarios y autotransportistas de Huixquilucan S.A. DE C.V. | Norte: Metro Cuatro Caminos Sur: Huixquilucan Centro Dentro de Huixquilucan: Barrio La Manzana, San José Huiloteapan, Santa Cruz Ayotuxco                      | De La 01 a la 155 |
| Asociación de Taxistas | Asociación de Taxistas Ejidales de La Magdalena Chichicaspa                  | - 1: Parroquia de Santa María Magdalena - 2: Barrio El Llorón - 3: Barrio el Calvario (Unidad Deportiva) - 4: Barrio Moki (Las Máquinas) - 5: Barrio La Cebada | 01-?              |